# Eleonore Dorothea van Anhalt-Dessau
Eleonore Dorothea van Anhalt-Dessau (Dessau, 16 februari 1602 - Weimar, 26 december 1664) was een prinses van Anhalt-Dessau en door haar huwelijk met Willem van Saksen-Weimar hertogin van Saksen-Weimar.

## Leven
Eleonore Dorothea was de dochter van prins Johan George I van Anhalt-Dessau en zijn tweede vrouw Dorothea van Palts-Lautern, dochter van paltsgraaf Johan Casimir van Palts-Lautern. Ze trouwde op 23 mei 1625 met haar neef Willem van Saksen-Weimar, met wie zij verloofd was voor zijn campagne in Nedersaksen. Het huwelijk werd gesloten om politieke redenen. Het zou de vriendschappelijke banden tussen Saksen-Weimar en Anhalt bevorderen. Het huwelijk was niettemin een gelukkig huwelijk. Eleonore bleef trouw aan de Gereformeerde Kerk, maar kwam gedurende haar leven steeds meer in aanraking met de Lutherse doctrine. Ze overleed in 1664 en was in eerste instantie begraven in het Stadspaleis in Weimar. Haar lichaam werd later overgebracht naar de Weimarer Fürstengruft. 